# Stora Hällsjön
Stora Hällsjön är en sjö i Hällefors kommun i Västmanland och ingår i Göta älvs huvudavrinningsområde. Sjön är 32 meter djup, har en yta på 0,347 kvadratkilometer och befinner sig 192,1 meter över havet.

## Delavrinningsområde
Stora Hällsjön ingår i det delavrinningsområde (662530-143631) som SMHI kallar för Inloppet i Halvtron. Medelhöjden är 228 meter över havet och ytan är 22,2 kvadratkilometer. Det finns inga avrinningsområden uppströms utan avrinningsområdet är högsta punkten. Vattendraget som avvattnar avrinningsområdet har biflödesordning 4, vilket innebär att vattnet flödar genom totalt 4 vattendrag innan det når havet efter 353 kilometer. Avrinningsområdet består mestadels av skog (81 procent). Avrinningsområdet har 0,85 kvadratkilometer vattenytor vilket ger det en sjöprocent på 3,8 procent.